# Jüdische Gemeinde Polná

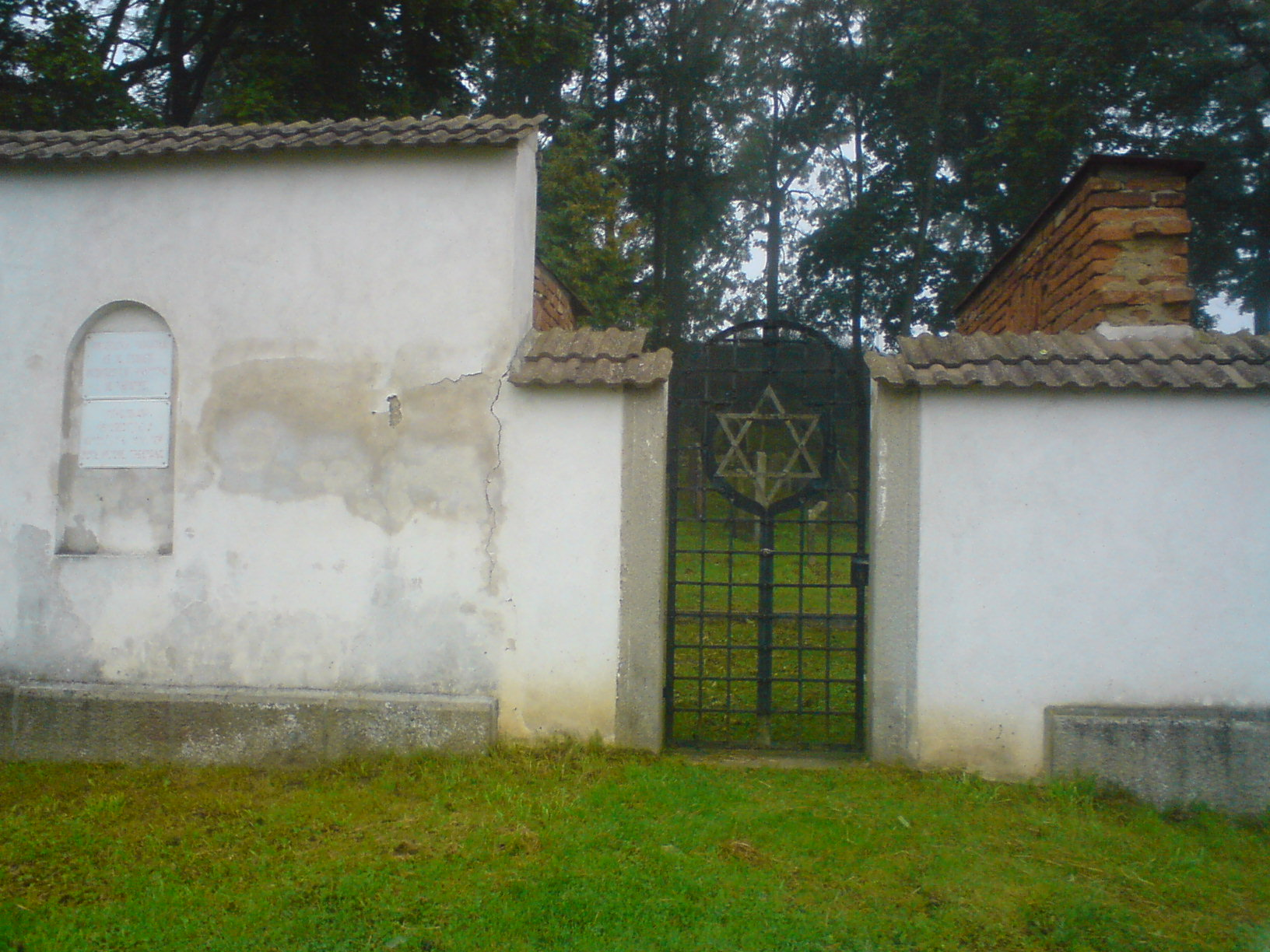
Eingang zum jüdischen Friedhof in Polná

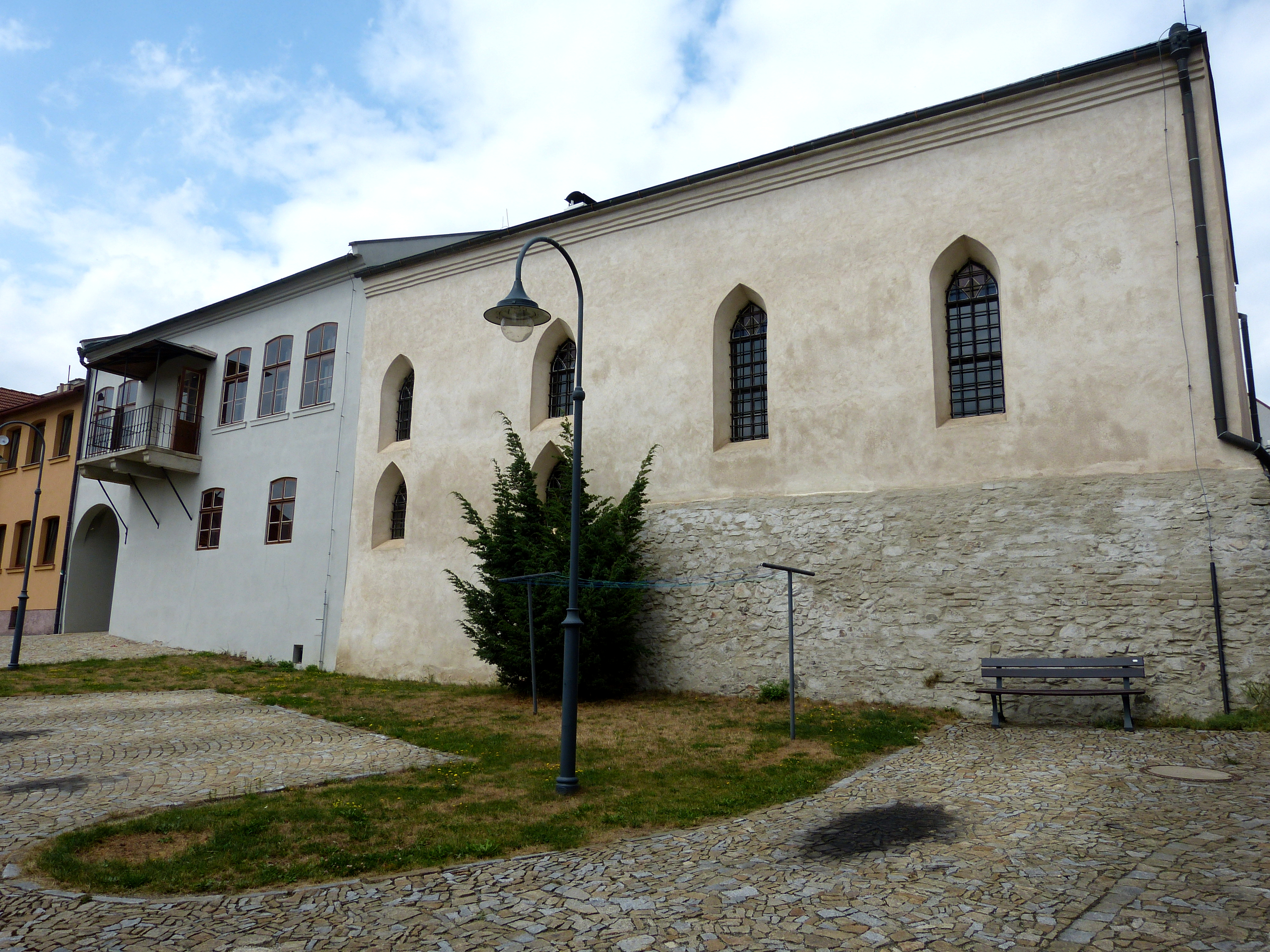
Profanierte Synagoge in Polná

Die Jüdische Gemeinde in Polná (deutsch Polna), einer tschechischen Stadt im Okres Jihlava der Region Vysočina, entstand ab dem 16. Jahrhundert.

## Geschichte
Die ersten Juden wurden im 16. Jahrhundert in Polná ansässig. Sie waren als Handelsleute und im Geldverleih tätig. In den 1680er Jahren wurde das jüdische Ghetto mit zwei Toren eingerichtet, das einen wenige Jahre zuvor angelegten Ghettobezirk ablöste. Rund um den heutigen Karlsplatz befanden sich circa 40 Häuser jüdischer Bewohner.
Im Jahr 1899 geriet Polna in die Schlagzeilen, als dort der jüdische Schustergeselle Leopold Hilsner (siehe: Fall Hilsner) für einen angeblichen Ritualmord an einem christlichen Mädchen zum Tode verurteilt worden war.
Als die meisten jüdischen Familien Polna bereits verlassen hatten und ihre Häuser in christliche Händen übergegangen waren, verließ im Jahr 1920 auch der letzte Rabbiner in Polna, David Alt, den Ort.
Während der deutschen Besatzung im Zweiten Weltkrieg wurden die noch etwa 40 Juden in Polna nach Theresienstadt deportiert und von dort wurden sie in die Vernichtungslager verschleppt, wo sie ermordet wurden.

## Gemeindeentwicklung
| Jahr    | Juden              |
| ------- | ------------------ |
| um 1715 | circa 50 Familien  |
| um 1790 | circa 90 Familien  |
| 1811    | 87 Familien        |
| 1830    | circa 750 Personen |
| um 1850 | circa 750 Personen |
| 1890    | 238 Personen       |
| 1920    | 85 Personen        |
| 1930    | 51 Personen        |
| um 1940 | 40 Personen        |